# Rasizm

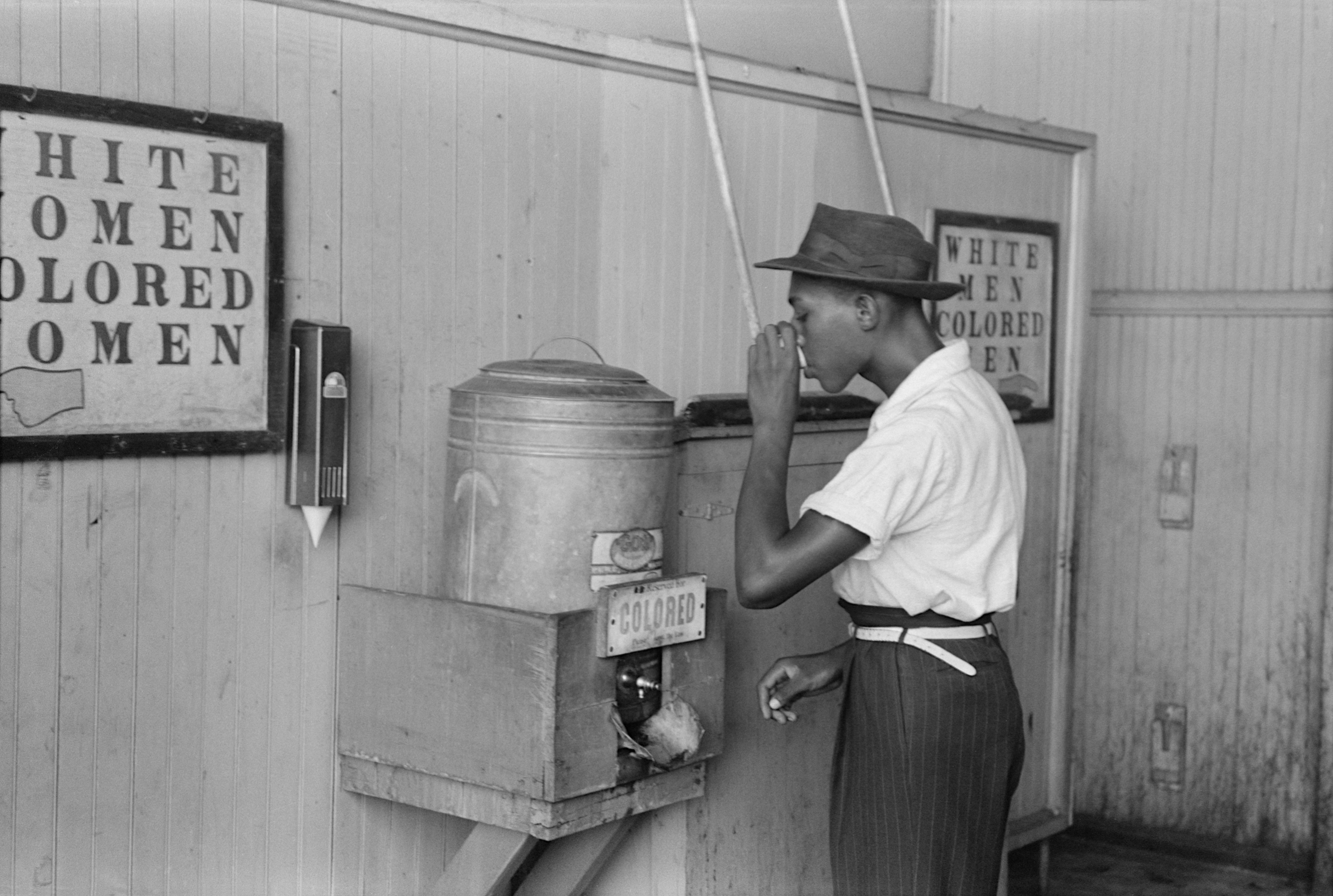
Segregacja rasowa – czarnoskóry mężczyzna pije wodę „tylko dla kolorowych”, USA, Oklahoma City 1939 rok

Rasizm, dyskryminacja rasowa (z fr. racisme od race „ród, rasa, grupa spokrewnionych”) – zespół poglądów opartych na wyższości jednych ras nad drugimi. Przetrwanie tych „wyższych” ras staje się wartością nadrzędną i z racji swej wyższości dążą do dominowania nad rasami „niższymi”. Rasizm opiera się na przekonaniu, że różnice w wyglądzie ludzi niosą za sobą niezbywalne różnice osobowościowe i intelektualne (ten pogląd określany jest w języku angielskim jako racialism).
Rasizm został potępiony przez UNESCO (1961, 1964) oraz Zgromadzenie Ogólne ONZ (Powszechna deklaracja praw człowieka z 1948), a także wiele innych organizacji międzynarodowych.
Rasizm nigdy nie był ideologią jednolitą, zmieniał się i ewoluował, toteż nie istnieje modelowy wzór rasizmu – jego istotę można badać wyłącznie poprzez historię. Poglądy rasistowskie są zazwyczaj usytuowane na politycznej prawicy.

## Rasizm i badania naukowe
Z punktu widzenia współczesnej nauki rasizm jest zespołem poglądów bezpodstawnych. Rasiści starają się jednak wspierać swoje założenia przy użyciu danych naukowych lub pseudonaukowych, m.in. paranaukową frenologią, którą posiłkowali się naziści, opartą na badaniu kształtu czaszki ludzkiej i jego domniemanego związku z inteligencją i cechami charakteru.
Argumenty wysuwane przez rasistów można podzielić zasadniczo na trzy grupy: genetyczne (dziedziczenie inteligencji, w związku z różnym środowiskiem i odmiennym działaniem selekcji naturalnej inteligencja miała ulec zróżnicowaniu wskutek ewolucji rozbieżnej podobnie jak kolor skóry), psychologiczne (niższe wskaźniki inteligencji np. wśród osób czarnoskórych w USA, wyższa przestępczość i wyższy wskaźnik urodzeń pozamałżeńskich) oraz historyczne (rażąco nierówny wkład ras ludzkich w dorobek cywilizacyjny).
Argumenty te są odrzucane poprzez odwoływanie się do uniwersalnego charakteru inteligencji ludzkiej niezależnie od warunków środowiska naturalnego, zależności wskaźnika inteligencji czy przestępczości również od uwarunkowań społecznych (wychowanie, wykształcenie, stopa życiowa), zależności tempa rozwoju od uwarunkowań geograficznych (np. brak warunków do rozwoju rolnictwa w tundrze, na pustyni czy w lasach tropikalnych).

### Pierwsze koncepcje rasistowskie
Koncepcja „rasy” ludzkiej jest wielce kontrowersyjna. Z racji tego, że od wielu wieków termin ten używany był głównie w kontekście dyskryminacji ze względu na kolor skóry lub pochodzenie, jego stosowanie w sferze publicznej jest dzisiaj kojarzone z tym właśnie zjawiskiem.
Pierwszym teoretykiem rasizmu był francuski polityk i etnolog Arthur de Gobineau. Na podstawie stworzonego przez siebie rasowo-antropologicznego kierunku w socjologii, opartego na pseudonaukowych przesłankach, opracował on doktrynę rasizmu. W swojej pracy Esej o nierówności ras ludzkich (fr. Essai sur l’inégalite des races humaines), napisanej w latach 1853–1855, próbował obalić doktrynę egalitaryzmu (co było sprzeciwem wobec ówczesnej ideologii równości Wielkiej Rewolucji Francuskiej). W tym celu sformułował tezę o istnieniu „rasy aryjskiej” (mającej wywodzić się od Ariów) i jej rzekomej wyższości nad innymi rasami. Według Gobineau rasa aryjska miała zachować się w prawie niezmienionej postaci wśród kręgów arystokracji niemieckiej i francuskiej. W odniesieniu do Francji Gobineau odrzucał tym samym pogląd markiza Henri de Boulainvillers, który w XVII wieku sformułował teorię, w myśl której szlachta francuska wywodziła się od Franków, a reszta społeczeństwa od Galów. Gobineau opracował również teorię zachowania czystości ras, która stanowiła podstawę przyszłej eugeniki, w której twierdził, iż rasa biała nie powinna się mieszać z innymi rasami – zdaniem Gobineau groziło to degeneracją i upadkiem cywilizacji.
Rasizm w aspekcie nacjonalistycznym został sformułowany w koncepcjach niemieckiego teoretyka pochodzenia brytyjskiego, ideologa pangermanizmu i filozofa, Houstona Stewarta Chamberlaina. W swojej pseudonaukowej pracy Podstawy XIX wieku (niem. Die Grundlagen des XIX Jahrhunderts) z 1899, opowiadał się za wyższością „rasy Teutonów” (która miała się kształtować od średniowiecza z ludów północnoeuropejskich, w szczególności z plemion germańskich Teutonów), których opisywał jako wysokich, jasnowłosych i długogłowych. Fizjologiczne cechy stworzonej przez Chamberlaina nowej rasy, zostały później użyte do stworzenia ideału rasowego tzw. typu nordyckiego (w rzeczywistości germańskiego). Zdaniem Chamberlaina, największym zagrożeniem dla „rasy teutońskiej” lub „rasy panów” (niem. Herrenvolk), mieli być Żydzi, a w następnej kolejności Słowianie.
Koncepcje Chamberlaina zostały w XX wieku wykorzystane przez nazistowskich teoretyków rasizmu (m.in. Alfreda Rosenberga), do stworzenia podstaw systemu dyskryminacji rasowej, który w III Rzeszy uzyskał status dogmatu. W propagandzie narodowych socjalistów, oparta na tezach Chamberlaina ideologia rasizmu, stała się elementem systemu manipulowania społeczeństwem, zmierzającego do wykreowania zbiorowego wroga – konsekwencją praktycznego zastosowania tych teorii stał się zaplanowany i zrealizowany przez nazistów Holocaust.
Rasizm hitlerowski był doktryną tworzoną dosyć chaotycznie, mylącą często różne pojęcia (rasa aryjska, rasa germańska, rasa nordycka). Nadawał im raz szersze, a raz węższe znaczenie, w zależności od doraźnych celów politycznych. Za „podludzi” uznano np. aryjskich Słowian (zob. antyslawizm), nie dyskryminując np. nieindoeuropejskich Estończyków czy Węgrów. Podbito Norwegów i Duńczyków, mimo iż są bardziej nordyccy niż Austriacy czy Niemcy z Bawarii. Heinrich Himmler podjął próby uzasadniania „aryjskości” Japończyków . Według typologii hitlerowskiej do rasy nordycznej zaliczono tylko około 55 procent mieszkańców III Rzeszy w 1938.

### Rasizm i genetyka
Współczesna nauka dopuszcza w pewnym kontekście stosowanie pojęcia „rasy”. Stwierdzenie istnienia ras przez współczesnych biologów nie ma nic wspólnego z ich hierarchizacją; nie pociąga ono też za sobą twierdzenia o istotnej różnicy między nimi. Zmiany w postrzeganiu koncepcji „rasy” współcześnie podlegają przewartościowaniu – w 2000 i w 2001 można było czytać w piśmie „Nature Genetics”:
- „To, że rasa w tym kontekście nie jest terminem naukowym, jest rzeczą przyjętą przez ogół naukowców – jest to przekaz, który winien być bez końca przypominany”. (Editorial Census, Race, and Genetics, „Nature Genetics” 24, 2000, s. 97)
- „Od dawna, naukowcy twierdzili, że na poziomie genetycznym zmienność cech między poszczególnymi osobnikami z tej samej populacji jest większa, niż ta, która istnieje między populacjami odrębnymi, i że nie ma biologicznego uzasadnienia dla rasy”. (Editorial Genes, Drugs, and Race, „Nature Genetics” 29, 2001, s. 239)

W 2003 roku A.W.F. Edwards z Uniwersytetu w Cambridge opublikował esej Human Genetic Diversity: Lewontin’s Fallacy („BioEssays” 25, 2003, s. 798–801), gdzie wskazuje on na błąd logiczny poprzednich badań: brało się w nich bowiem pod uwagę częstotliwość występowania pojedynczych genów, jakby były one od siebie niezależne. Tymczasem tradycyjnie rasa definiowana jest jako „grupa etniczna, która charakteryzuje się zbiorem cech dziedzicznych (jak kolor skóry, kształt głowy, proporcje grup krwi itp.)”. Jeśli porówna się osoby z punktu widzenia skoordynowanych genów, tradycyjne rasy prezentują dość jednoznaczne różnice genetyczne.
Termin „rasa” w kontekście homo sapiens jest dopuszczalny w naukach humanistycznych i socjologicznych, jednak w naukach biologicznych jest niestosowany ze względu na nienaukowość.

### Pojęcie „rasy” w medycynie
Ze względu na historię terminu „rasa” stosowanie go w większości kontekstów jest zbędne i powodować może różnego rodzaju wartościowanie, które już stanowi formę rasizmu. Badania nad charakterystykami ras ludzkich są dziś prowadzone z powodu m.in. zagrożeń epidemiami. Pewne choroby dziedziczne występują tylko w określonych populacjach: na przykład anemia sierpowata występuje częściej u czarnoskórych niż u ludzi białych; choroba Tay-Sachsa występuje częściej wśród aszkenazyjskich Żydów i u Kanadyjczyków z Nowego Brunszwiku; i inne. Wiedza na temat pochodzenia osób chorujących pomaga nie tylko w diagnostyce, ale również w terapii. W przypadku białaczki przeszczep szpiku kostnego winien mieć miejsce między osobami o podobnym pochodzeniu geograficznym. Z tego też powodu istnieją specjalne organizacje, jak African Caribbean Leukaemia Trust, które zajmują się niejako dystrybucją szpiku. Cytowany wyżej periodyk „Nature Genetics” pisał w 2004 roku o tym, jak niektóre z lekarstw działają lepiej w danych grupach etnicznych. Jest to wynik tego, że w ramach jednej grupy etnicznej często mamy do czynienia z bliższym pokrewieństwem.

### Rasizm a psychologia
Przegląd badań ekonomicznych obejmujących lata 1882–1930 w USA wykazał, że częstość występowania linczów na czarnych była mocno związana z przejściowymi trudnościami gospodarczymi, w szczególności cenami bawełny, i nie wynikała z takich czynników jak poziom przestępczości czarnych (w którego przypadku, de facto, wystąpiła negatywna korelacja). Incydenty tego rodzaju, występujące w różnych krajach i kulturach, wyjaśnia się przez antropologiczny mechanizm szukania kozła ofiarnego.
Współczesna psychologia poznawcza uznaje i bada zjawisko nieświadomych uprzedzeń. Badania z wykorzystaniem narzędzi takich jak Test Utajonych Skojarzeń (IAT) wykazują, że ludzie deklarujący brak postaw rasistowskich mogą wykazywać jednak skłonność do automatycznego kojarzenia mniejszości etnicznych z przemocą i przestępczością. Metaanaliza badań i eksperymentów z psychologii społecznej sugeruje, że ludzie są mniej skłonni do udzielania pomocy członkom mniejszości etnicznych w wielu kontekstach, choć nie jest to całkowicie uniwersalne zjawisko. Badania i eksperymenty wykazują też trwającą nadal dyskryminację wielu mniejszości w wielu obszarach, takich jak rynek pracy, edukacja, opieka zdrowotna, polityka itp.

## Rasizm i religia

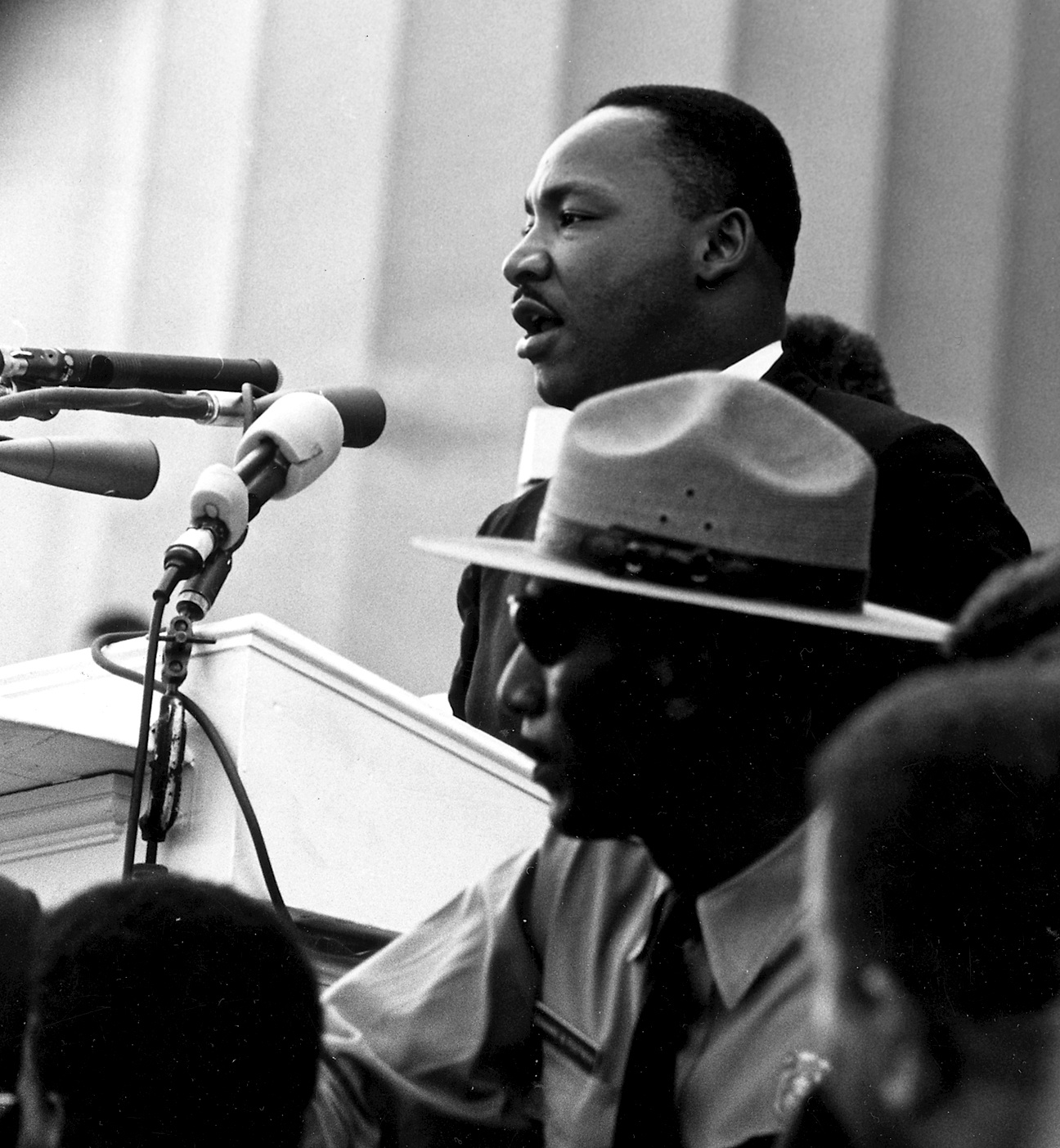
Pastor King podczas słynnego przemówienia potępiającego rasizm, wygłoszonego w marcu 1963 przed Pomnikiem Lincolna (ang. Lincoln Memorial) w Waszyngtonie

Próbom wdrożenia społecznego podziału na rasy prawie zawsze towarzyszą usprawiedliwienia o naturze religijnej. Najstarszym przykładem jest tu prawdopodobnie system warn, zintegrowany z hinduizmem, który przetrwał do dziś od czasów inwazji indoeuropejskich Ariów na tereny negroidalnych Drawidów, między XIX a XVI w. p.n.e. (słowo warna w sanskrycie oznacza też „kolor”). Usprawiedliwienia religijne propagowano także w kościołach chrześcijańskich w USA podczas okresu legalnego niewolnictwa. Rasistowską interpretacją Pisma Świętego kierował się również Ku Klux Klan. Głównymi pretekstami biblijnymi dla uzasadnienia niewolnictwa i dyskryminacji rasowej były „przekleństwo Chama”, a także „znamię Kaina”.
W II połowie XX w. pojawiło się wielu przywódców religijnych, którzy potępiali rasizm. W USA pastor Martin Luther King domagał się, aby Amerykanie różnych kolorów skóry mogli żyć razem jako równi obywatele. W Południowej Afryce o pojednanie między białymi i czarnymi apelował Desmond Tutu. W uhonorowaniu swoich zasług na rzecz walki z rasizmem obaj ci przywódcy religijni otrzymali pokojowe nagrody Nobla.

## Rasizm i społeczeństwo
Koncepcje rasistowskie zostały ostatecznie skompromitowane po upadku hitleryzmu, który nastąpił wraz z zakończeniem II wojny światowej. Upowszechnienie wiedzy o zbrodniach reżimu nazistowskiego III Rzeszy, spowodowanych konsekwencjami przyjęcia rasizmu jako ideologii państwowej, doprowadziło w rezultacie do uświadomienia sobie konsekwencji propagowania poglądów rasistowskich i całkowicie zdegradowało rasizm jako rzekomą dyscyplinę naukową. Współcześnie nie wyróżnia się jakiegokolwiek znaczącego teoretyka ideologii rasistowskiej.
W drugiej połowie XX wieku rasizm zaadaptowały na swoje potrzeby ugrupowania ekstremistyczne (np. skinheadzi, Partia Czarnych Panter, biała supremacja, kahaniści, neonazizm itp.), co nie doprowadziło jednak do rozwinięcia badań i teorii o rasach ludzkich, a stało się jedynie pretekstem dla organizacji tego typu do prześladowań wybranych grup społecznych na tle rasowym.
Rasizm był często wskazywany bądź jest ogólnie przyjęty w niektórych systemach społecznych jako podpora ideologiczna wielu systemów kontroli, przemocy lub wyzysku, m.in. niewolnictwa w XIX w., apartheidu (zniesionego w 1994), systemu kast, nazizmu oraz bardziej ogólnie kolonializmu, imperializmu i fundamentalizmu. Na przykład do tej pory osoby niebędące murzynami (ang. Negroes) nie mogą być obywatelami Liberii:

„[obywatelem może być tylko] osoba będąca murzynem lub pochodzenia murzyńskiego [Negro], urodzona w Liberii i podlegająca jej jurysdykcji” lub „osoba urodzona poza Liberią, której ojciec (i) urodził się obywatelem Liberii [...]”
Rozdział 20 ustawy o cudzoziemcach i obywatelstwie, na podstawie art. 27 lit. b) Konstytucji

Rasa bywa też motywem zamachów politycznych, na przykład białego gubernatora Bermudów zamordowanego przez czarnych działaczy Black Power i dalszych zamieszek na tym tle w latach 70. XX wieku.

### Rasizm kulturowy

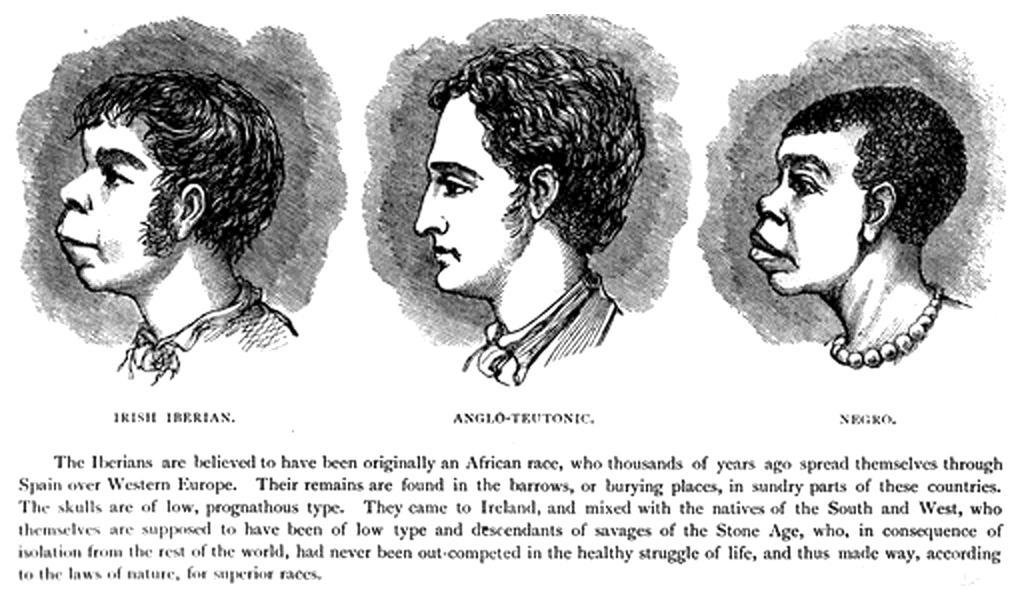
Rasistowska rycina z XIX wieku pokazująca domniemane pseudonaukowe podobieństwo między „irlandzko-iberyjskimi” a „murzyńskimi” fizjonomiami

Pojęcie „rasizmu kulturowego” lub tzw. „nowego rasizmu” zaistniało w latach 80. XX wieku, kiedy w związku z dużymi migracjami ludności doszło do konfrontacji kulturowej pomiędzy określonymi grupami społecznymi. Podstawą odczuwanej wyższości była nie religia (jak we wczesnych postaciach rasizmu), biologia (jak w XIX-wiecznym rasizmie naukowym), lecz odmienności kulturowe. Tak rozumiany rasizm miał się przejawiać m.in. w wielu teoriach modernizacji, postawach eurocentrycznych, historycznych czy socjologicznych koncepcjach europejskiej wyjątkowości.

## Aspekty polityczne i prawne

### Definicja dyskryminacji rasowej
Uznanie kompetencji art. 14
     Brak uznania art. 14
     Podpisanie bez ratyfikacji
     Pozostałe państwa

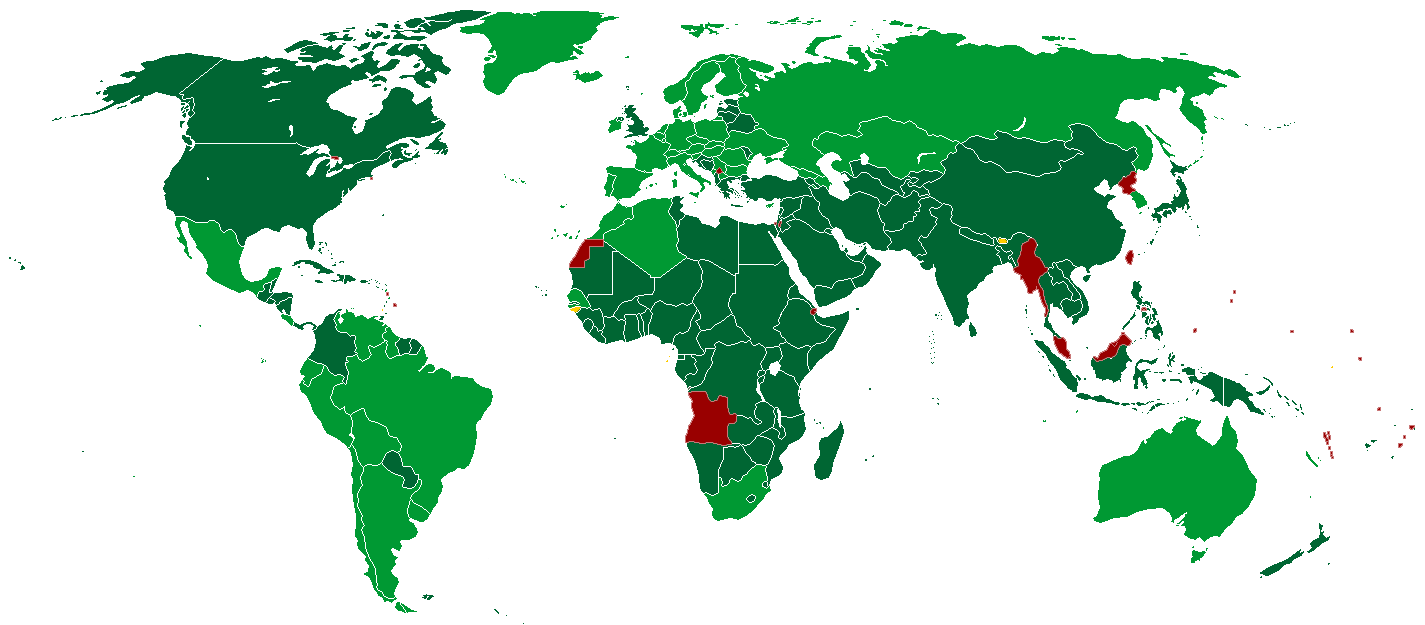
Konwencja o Eliminowaniu Wszystkich Form Dyskryminacji Rasowej
Uznanie kompetencji art. 14
Brak uznania art. 14
Podpisanie bez ratyfikacji
Pozostałe państwa

Organizacja Narodów Zjednoczonych nie definiuje rasizmu. Jednakże ONZ definiuje dyskryminację rasową (ang. racial discrimination). Zgodnie z Konwencją o Eliminowaniu Wszystkich Form Dyskryminacji Rasowej (art. 1) z 1966:

termin „dyskryminacja rasowa” oznacza rozróżnianie, wykluczanie, restrykcje lub preferencje na podstawie rasy, koloru, urodzenia albo narodowego lub etnicznego pochodzenia, które mają na celu lub powodują niweczenie, umniejszanie uznania, cieszenia się z lub wykonywania, na równych zasadach, praw ludzkich i podstawowych wolności w polityce, ekonomii, w sferze socjalnej, kulturalnej lub jakiejkolwiek innej dziedzinie życia publicznego.

W powyższej definicji nie czyni się rozróżnienia pomiędzy dyskryminacją rasową i dyskryminacją etniczną.
Polska jest członkiem tej konwencji (podpisanie 7 marca 1966, ratyfikacja 5 grudnia 1968).
Inne umowy międzynarodowe zakazują dyskryminacji rasowej obok dyskryminacji z innych powodów.
Międzynarodowa Organizacja Pracy w Konwencji nr 111 z 1958 za dyskryminację uznaje wszelkie rozróżnienie, wyłączenie lub uprzywilejowanie oparte na rasie, kolorze skóry, płci, religii, poglądach politycznych, pochodzeniu narodowym lub społecznym, które powoduje zniweczenie albo naruszenie równości szans lub traktowania w zakresie zatrudnienia lub wykonywania zawodu.
Konwencja UNESCO w sprawie zwalczania dyskryminacji w dziedzinie oświaty z 1960 określa dyskryminację jako wszelkie wyróżnianie, wykluczanie, ograniczanie lub uprzywilejowanie ze względu na rasę, kolor skóry, płeć, język, wyznanie, przekonania polityczne lub jakiekolwiek inne, narodowość lub pochodzenie społeczne, sytuację materialną lub urodzenie, które ma na celu albo którego skutkiem jest przekreślenie lub naruszenie zasady jednakowego traktowania.
Międzynarodowy pakt praw obywatelskich i politycznych zabrania dyskryminacji rasowej a także z innych powodów w art. 4, 20, 24 - 26, tak samo Międzynarodowy pakt praw gospodarczych, społecznych i kulturalnych w art. 2 i 10, Europejska konwencja praw człowieka w art. 14.

### Sytuacja prawna w Polsce
Ustawa z dnia 6 czerwca 1997 r. Kodeks karny (Dz.U. z 2022 r. poz. 1138, z późn. zm.):
| Art. 256. |
| § 1. Kto publicznie propaguje nazistowski, komunistyczny, faszystowski lub inny totalitarny ustrój państwa lub nawołuje do nienawiści na tle różnic narodowościowych, etnicznych, rasowych, wyznaniowych albo ze względu na bezwyznaniowość, podlega karze pozbawienia wolności do lat 3. |
| § 1a. Tej samej karze podlega, kto publicznie propaguje ideologię nazistowską, komunistyczną, faszystowską lub ideologię nawołującą do użycia przemocy w celu wpływania na życie polityczne lub społeczne. |
| § 2. Karze określonej w § 1 podlega, kto w celu rozpowszechniania produkuje, utrwala lub sprowadza, nabywa, zbywa, oferuje, przechowuje, posiada, prezentuje, przewozi lub przesyła druk, nagranie lub inny przedmiot, zawierające treść określoną w § 1 lub 1a albo będące nośnikiem symboliki nazistowskiej, komunistycznej, faszystowskiej lub innej totalitarnej, użytej w sposób służący propagowaniu treści określonej w § 1 lub 1a. |

| Art. 257. |
| Kto publicznie znieważa grupę ludności albo poszczególną osobę z powodu jej przynależności narodowościowej, etnicznej, rasowej, wyznaniowej albo z powodu jej bezwyznaniowości lub z takich powodów narusza nietykalność cielesną innej osoby, podlega karze pozbawienia wolności do lat 3. |